# Sweater Weather
"Sweater Weather" é uma canção da banda estadunidense The Neighbourhood. Foi lançada como o single principal do seu álbum de estreia, I Love You (2013), em 3 de dezembro de 2012. "Sweater Weather" alcançou o número um na parada da Billboard Alternative Songs em junho de 2013, ficando onze semanas não consecutivas no topo.